# سانفرانسیسکو اگزمینر
سانفرانسیسکو اگزمینر (انگلیسی: San Francisco Examiner) یک روزنامه است که در سان فرانسیسکو و اطراف آن در کالیفرنیا توزیع می‌شود، کالیفرنیا، و از سال ۱۸۶۳ منتشر می‌شود.